# Lhakpa Tsamchoe
Lhakpa Tsamchoe (tibetisch ལྷག་པ་མཚམས་གཅོད, Hindi लक्पा त्सामचो; * 1972 in Indien) ist eine indische Schauspielerin tibetischer Herkunft.
Durch ihre Rolle in dem Film Sieben Jahre in Tibet (1997) gelang es ihr als erster tibetischer Frau in das internationale Filmgeschäft einzusteigen. Dort war sie an der Seite von Brad Pitt und David Thewlis in der Rolle der Pema Lhaki, einer tibetischen Schneiderin und Frau des österreichischen Bergsteigers Peter Aufschnaiter zu sehen. Die Filmheirat ist rein fiktiv.

## Filmografie
- 1997: Sieben Jahre in Tibet
- 1999: Himalaya – Die Kindheit eines Karawanenführers
- 2006: Milarepa